# Mihály Brand Mosonyi
Mihály Brand (Moson, barri de Budapest, 2 de setembre de 1814 - 31 d'octubre de 1870) fou un compositor hongarès, que agafà el nom artístic del seu barri de naixença.
Després d'haver fet alguns estudis, entrà com a professor de piano al servei d'una família noble, i això li va permetre algunes temporades a Viena, on va perfeccionar els seus coneixements. Va escriure diverses obres, quan el 1865 un editor de Pest va voler oferir a la reina Elisabet un àlbum de composicions hongareses per a piano, i a l'efecte, es dirigí a diversos músics, entre ells Mosonyi, que va compondre per a tal motiu una sonata considerada com una obra mestra i que li'n valgué l'amistat de Liszt.
Després donà a conèixer una sèrie de composicions fàcils per a piano titulades Món infantil, que foren acollides amb entusiasme, i més tard, quatre quaderns de música de piano titulats Estudis per al perfeccionament de la música hongaresa, que van merèixer grans elogis de Richard Wagner.
Entre les seves altres composicions hi figuren nombrosos lieder, una simfonia, un Gradual, un Ofertori, una simfonia fúnebre a la memòria del comte Széchenyi, una obertura sobre el cant nacional Szózat, el poema simfònic Triomf i duel d'Honvéd, i les òperes La bella Ilonka (1861), Álmos (1862), i Kaiser Max, aquesta última no s'arribà a estrenar.
Va dirigir l'Associació d'Amants de la Música de Pest entre 1868 i 1873, on fou succeït per Károly Thern.